# Warder (Rendsburg-Eckernförde)
Warder è un comune di 610 abitanti dello Schleswig-Holstein, in Germania.
Appartiene al circondario (Kreis) di Rendsburg-Eckernförde (targa RD) ed è parte della comunità amministrativa (Amt) di Nortorfer Land.